# السيدة المعزية
السيدة المعزية، المعروفة باسم دَرْزَان وقد لقبت بأُمِّ الأُمَرَاء،  كانت الزوجة الرئيسية للخليفة الفاطمي المعز  وكانت من أصل عربي تزوجها الخليفة المعز بالمغرب قبل أن يأتي إلى مصر، وكان لها نشاط تجاري واسع في مصر وهي ووالدة الإمام الخليفة الفاطمي العزيز .   وكانت تُعرف بأنها أول راعية للعمارة الفاطمية . أسست دورزان جامع القرافة وهو ثاني أكبر مسجد فاطمي في القاهرة ، وهو مسجد جامع (لم يعد موجودًا) كان يقع في القرافة.  

## السيرة الذاتية
ولدت درزان في مدينة المهدية ، على ساحل تونس الحديثة ، حوالي عام 955، وتم جلبها كجارية إلى الحرم الفاطمي. يُقال أنها كانت تسمى أيضًا تغريد لغنائها الجميل
في عام 976،  افتتحت دورزان المرحلة الأولى من بناء مسجد جامع القرافة مع ابنتها ست الملك. وكان هذا كان بمثابة أولى المرحلتين الرئيسيتين لرعاية العمارة النسائية الفاطمية. كما اشرفت دورزان علي بناء قصر وحمامًا وحوضًا للري وضريحًا.  
لاحظت ديليا كورتيزي وسيمونيتا كالدرييني رعاية النساء الفاطميات للآثار العامة والصلة بين التقوى - أو الدعاية الدينية - والعمل الخيري خلال المرحلة الأولى الحساسة من حكم الفاطميين.
في عام 973 انتقلت إلى القاهرة بعد تأسيسها وتوفيت في عام 995 . 